# 앨빈 샌더스
앨빈 샌더스(영어: Alvin Sanders, 1952년 3월 16일 ~ )는 미국과 캐나다의 배우, 성우이다. 현재 밴쿠버에 거주중이다.

## 출연작 목록
- 이누야샤 - 만텐
- 트랜스포머: 아르마다 - 데몰리셔
- 판타스틱 포: 세계 최고의 영웅들 - 퍼펫 마스터